# Gabriel Puaux
Pour les articles homonymes, voir Puaux.
Gabriel Puaux, né à Paris 6e le 19 mai 1883 et mort à Kitzbühel en Autriche le 1er janvier 1970, est un diplomate et homme politique français.

## Biographie

### Jeunesse et études
Gabriel Puaux est le fils de l'historien et pasteur Frank Puaux. Après des études à l'École alsacienne, il est licencié en lettres et en droit et diplômé de l'École libre des sciences politiques. 

### Parcours professionnel
Il devient attaché d'ambassade à Berne en 1908 puis chef de cabinet du résident général de France en Tunisie de 1907 à 1912. Après un passage sous les drapeaux durant la Première Guerre mondiale, qui lui vaut d'être cité à l'ordre de l'armée, il revient en Tunisie comme secrétaire général du gouvernement (1919-1922). 
Il occupe ensuite les postes de conseiller d'ambassade, ministre de France, en Lituanie, Roumanie et Autriche. Puaux est également nommé haut-commissaire de France au Levant, le 22 octobre 1938, pour administrer les Républiques syrienne et libanaise sous mandat français et y demeure jusqu'en 1940. En juin 1943, il devient résident général au Maroc, prenant la relève de Charles Noguès après sa démission, et le reste jusqu'en mars 1946.
En France, il occupe un siège de sénateur représentant les Français résidant en Tunisie (29 mai 1952-26 avril 1959) inscrit dans le groupe du Rassemblement du peuple français. 
Il est président de la Société de l'histoire du protestantisme français de 1949 à 1963. Il est également membre de l'Académie des sciences morales et politiques (1951).

## Distinctions
- Grand officier de la Légion d'honneur (20 septembre 1945)[7]
- Croix de guerre 1914-1918, palme de bronze

## Œuvres
- Les Promenoirs de Mayence. Entre France et Allemagne. Wotan et Jean Jacques : l'Europe chrétienne, 1925
- Deux années au Levant. Souvenirs de Syrie et du Liban (1939-1940), 1952
- Essai de psychanalyse des protectorats nord-africains, 1954
- Mort et transfiguration de l'Autriche. 1933-1955, 1966